# Историја естетике
У западној филозофији, систематско филозофирање о умјетности почиње са Платоном. Али његовим великим достигнућима претходи одређени развој у претходних двјесто година о којима се врло мало зна. Стога, познати естетски суд, ако се тако може уопште рећи, о слици на Ахиловом штиту, „бјеше то предивно израђено дјело“ (Илијада XVIII 548), наговјештава почетак бриге о имитацији, односно везе између представљања и објекта или, појаве и стварности. Платон показује естетске посљедице размишљања о овом проблему на начин који су то радили Демокрит и Парменид. Затим, уздизање Хомера и Хесиода у статус мудрих људи, практично видовњака, као и врховних учитеља вјере и морала, довело је до расправе о истинитости поезије, када су обојицу напали Ксенофан и Хераклит због, по њиховим ријечима, филозофске неписмености и погрешног тумачења богова. Хомер и Хесиод са своје стране, повели су расправу о поријеклу умјетничке инспирације, која је по њима, божији дар (Одисеја VIII; Теогонија 22 ff..) Пиндар је такође сматрао да тај дар долази од богова, али је ипак оставио могућност да га пјесник може напорним радом сам развити.

## Платон
Платон је отворио скоро сваки од суштинских проблема естетике а неке од њих и дубоко анализирао. Питања која је поставио и аргументи које је око њих створио су запањујуће разноврсни и дубоки. Налази их се разбацане у његовим дијалозима, али су главни у расправама: (а) Јон, Симпозиј и Република, који припадају Платоновм раном, пред-Академском периоду (399–387. п. н. е.); (б) Софисти и Закони, које је писао пред крај свог живота (367–348/347. п. н. е.); и (в) Федра, писан у међупериоду.

### Умјетност као вјештина
Када се данас говори о Платоновј естетици, мисли се на његове филозофске погледе о умјетностима о којима је он говорио у својим расправама. То су визуелне умјетности (сликарство, вајарство и архитектура), књижевност (епика, лирика и драмска поезија) и музика (плес и пјесма). Сам Платон им не даје посебна имена, јер за њега све оне припадају општијој класи вјештина (техне), што укључује свако умијећа израде и извођења, почев од столарије па до умијећа владања државом. У Софистима, вјештине се дијеле на оне које је могуће стећи и оне које су продуктивне. Продуктивне се дијеле на (1) производњу стварних објеката људског или божанског поријекла (биљке и елементе стварају богови, а куће и ножеве људи, и (2) производњу слика (идола), које такође могу бити људског или божанског поријекла (иза мисли и снова стоје божанства, а иза слика или идола, људи). Слике које имитирају њихове узоре, али не могу да испуне њихову функцију, даље се дијеле на оне које имитатор може произвести (1) што вјерније изворном лику (еикон) и скоро са истим својствима као узор, или (2) са привидном сличношћу (фантасма), односно са привидним изгледом као изворни узор (као када архитекта створи стубове ширим на врху тако да се не стекне утисак да се њихов обим смањује кад их се гледа одоздо). Тако испада да постоји лажна имитација, односно израда лажне сличности. Ипак, Платон сматра да је проблематично одржати ову разлику, пошто је свакој имитацији суштинско да на неки начин не садржи сва својства свога узора; ако би била савршена онда не би била слика (еидолон), него још један примјер исте ствари, још један кревет или нож. (Кратилус 432). Тако да су све имитације, у извијесном смислу, истините и неистините, биће и небиће (Софисти 240).